# Cambio rápido de usuario
El cambio rápido de usuario es una característica de algunos modernos sistemas operativos multiusuario tales como Linux, Windows a partir de XP y Mac OS X. Permite a los usuarios cambiar entre distintas cuentas en un mismo PC, sin salir de las aplicaciones y sin cerrar de sesión.
Una funcionalidad análoga se desarrolló primero en el hardware de nivel de consumidor por el sistema operativo  Xenix, que admitía múltiples consolas virtuales. Linux , BSD y la mayoría de otros Unix para PC adoptaron los terminales virtuales y desarrollaron aún más las interfaces de usuario, incluyendo el permitir a los usuarios ejecutar opcionalmente sesiones gráficas separadas del sistema X Window. 
Muchos entornos de software libre, como GNOME o KDE, soportan el cambio rápido de usuario con un menú desplegable, de manera análoga a OS X. Para instalaciones con entornos más antiguos, la funcionalidad debe estar habilitada en el archivo de configuración del Gestor de Pantalla X (por ejemplo GDM), tras lo que hay que utilizar un atajo de teclado, tal como CTRL-ALT-F8. En ese momento, se abrirá una ventana separada de identificación (login) y el segundo usuario se podrá conectar (o incluso el primer usuario de nuevo).  Alternativamente, en la instalación por defecto, se pueden comenzar nuevas sesiones X a voluntad, utilizando diferentes parámetros de pantalla, para tenerlos corriendo en diferentes terminales virtuales (por ejemplo,  "startx -- :1" or "X :1 -query localhost"). Una vez más, los atajos de teclado permiten el que tenga lugar el cambio de usuario. 
El cambio rápido de usuario puede introducir potencialmente varias complicaciones relacionadas con la seguridad y se gestiona de forma diferente en los distintos sistemas operativos, cada uno con sus ventajas y desventajas.  Una posibilidad, simple y segura, es que sólo el primer usuario obtiene la propiedad de los recursos. Una segunda opción es conceder la propiedad de los recursos a cada nuevo usuario.  El último en entrar asume la propiedad. Una tercera la de permitir a todos los usuarios el acceso a los recursos compartidos.  Esto es más fácil y más intuitivo, pero permite que (por ejemplo) un usuario pueda grabar la conversación de otro usuario.  En Windows, los recursos compartidos, como el sonido, están disponibles a todas las sesiones.  En Red Hat Linux, el comportamiento predeterminado es el dar la propiedad de los "recursos de la consola" a la primera sesión de conexión, pero puede compartir recursos entre grupos de usuarios de la consola o configurarse para gestionar la propiedad de la consola de forma diferente.